# Chloroclystis canata
Chloroclystis canata là một loài bướm đêm trong họ Geometridae.